# Пещерен бисер
Пещерен бисер, или пещерна перла, е малко по размер калцитно пещерно отложение (спелеотем), което се образува на принцип подобен на бисерите в мидите. Има яйцевидна или близка до сферичната форма.
Пещерният бисер се формира от песъчинка в „легенче“ в скалата, над което постоянно, капка по капка, отгоре се стича варовита вода. Силата на капката не е такава, че да се образува сталагмит, но калцият от водата се натрупва около песъчинката и я полира, увеличавайки размерите ѝ. Движението на водната маса в легенчето спомага за равномерното калциране от всички страни и пречи на перлата да се прикрепи за дъното на легенчето.
Пещерни перли в България се образуват в Ягодинската пещера, а в начален стадий — в Челевешката дупка. Най-големият намерен в България спелеотем от този вид е изложен в Музея на пещерняка в Чепеларе. Бисерът има размерите на лешник, които е достигнал за 200 000 години.
Особеността е, че ако се извадят от водата и изсушат, пещерните перли се разсипват на прах.